# Briançon
Briançon je francouzská obec v departementu Hautes-Alpes v regionu Provence-Alpes-Côte d'Azur. V roce 2009 zde žilo 11 574 obyvatel. Je centrem arrondissementu Briançon.

## Historie
Briacon leží pod 1850 m vysokým Col de Montgenèvre, který byl již v době starověkého Říma důležitou spojnicí mezi Rhônou a pádskou rovinou. V roce 1692 zničil horní město požár. Kvůli výhodné strategické poloze k Itálii jej znovu vybudoval Vauban a město integroval do silného pevnostního systému, který vedle horního města a citadely obsahuje menší pevnůstky. Tento pevnostní systém odolal roku 1815 útoku Rakušanů a v roce 1940 italským útokům.